# Легенды Ангрии
«Леге́нды А́нгрии» (англ. Legends of Angria) — сборник юношеских повестей и романов Шарлотты Бронте. В 1834 году Шарлотта и её брат Бренуэлл создали воображаемое королевство Ангрия, о котором будут много писать в течение следующих пяти лет. В книге опубликованы подростковый роман «Зелёный карлик», поэма «Изгнание Заморны», повесть «Мина Лори», юношеский роман «Кэролайн Вернон» и «Прощание с Ангрией» — прозаический фрагмент, жанр которого трудно определить.